# 格镇
格镇（法語：Gueux，法語發音：[ɡø] ⓘ）是法国马恩省的一个市镇，位于该省西北部，属于兰斯区。

## 地理
格镇（49°15'0"N, 3°54'29"E）面积8.86 平方千米，位于法国大東部大區马恩省，该省份为法国东北部内陆省份，北起阿登省，西北接埃纳省，西南接塞纳-马恩省，南至奥布省，东南接上马恩省，东临默兹省。
与格镇接壤的市镇（或旧市镇、城区）包括：米宗、让夫里、梅里-普雷姆西、罗奈、蒂卢瓦、弗里尼。
格镇的时区为UTC+01:00、UTC+02:00（夏令时）。

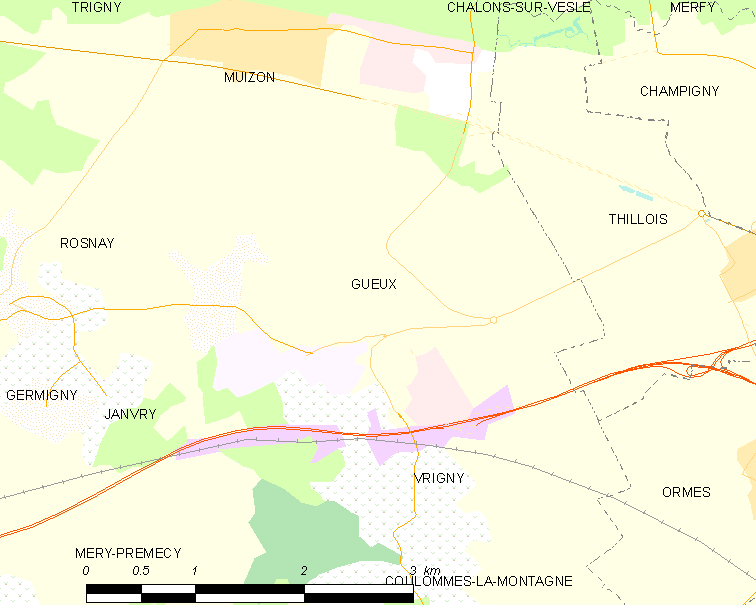
格镇的OSM定位图

## 行政
格镇的邮政编码为51390，INSEE市镇编码为51282。

## 政治
格镇所属的省级选区为菲姆-兰斯山县。

## 人口

1962-2008年间格镇人口变化图示

格镇于2022年1月1日时的人口数量为1901人。